# وكالة الاستخبارات السرية الأسترالية
وكالة الاستخبارات السرية الأسترالية Australian Secret Intelligence Service (إي إس أي إس ) هو جهاز مخابرات خارجي أسترالي. تم إنشاؤه 13 مايو 1952 وتم الكشف عن وجودها رسميا في عام 1977 من قبل مالكولم فريزر، رئيس وزراء أستراليا آنذاك. يوجد مقرها في كانبرا. وتتعامل الوكالة ضد الإرهاب ، ومنع انتشار أسلحة الدمار الشامل. وهي نشطة جدا في آسيا وجنوب المحيط الهادئ. كما تعمل على قاعدة التحالف.

## خلفية تاريخية
في 13 مايو 1952، في اجتماع للمجلس التنفيذي، أنشأ رئيس الوزراء روبرت مينزيس وكالة الاستخبارات السرية الأسترالية بأمر تنفيذي بموجب المادة 61 من الدستور الأسترالي، وعين ألفرد ديكين بروكس كأول مدير عام لـوكالة ASIS. ظل وجود الوكالة سري حتى داخل الحكومة الأسترالية حتى عام 1972.
وصف ميثاقها الصادر في 15 ديسمبر 1954 دور جهاز الاستخبارات والأمن الأسترالي بأنه "الحصول على معلومات استخباراتية سرية وتوزيعها، والتخطيط للعمليات الخاصة وتنفيذها حسب الحاجة". وكان على جهاز الاستخبارات والأمن الأسترالي صراحةً "العمل خارج الأراضي الأسترالية". وأشار توجيه وزاري صادر في 15 أغسطس 1958 إلى أن دوره في العمليات الخاصة يشمل تنفيذ "عمليات سياسية خاصة". كما أشار إلى أن الجهاز سيخضع لسيطرة وإشراف وزير الخارجية بدلاً من وزير الدفاع. في ذلك الوقت، كان جهاز الاستخبارات والأمن الأسترالي (ASIS) مُصمم بشكل أساسي على غرار جهاز الاستخبارات السرية البريطاني (MI6). وكان يُشار إليه سابقًا باسم MO9.
في 1 نوفمبر 1972، كشفت صحيفة "ديلي تلغراف" بشكل مثير عن وجود جهاز الاستخبارات الأمنية الأسترالي (ASIS)، حيث نشرت تحقيقًا كشف عن تجنيد عملاء من جامعات أسترالية للقيام بأنشطة تجسس في آسيا. بعد ذلك بوقت قصير، نشرت صحيفة "ذا أستراليان فاينانشال ريفيو" مقالًا عميق حول منظمة الأمن والاستخبارات الأسترالية (ASIS)، ومنظمة الاستخبارات المشتركة آنذاك، وقسم إشارات الدفاع ، ومكتب التقييمات الوطنية. وذكر المقال أن "دور جهاز الاستخبارات الأمنية الأسترالي يقتصر على جمع ونشر الحقائق فقط. وليس من المفترض أن يكون له دور في التحليل أو تقديم المشورة السياسية، مع أنه من الصعب تجنب ذلك في بعض الأحيان". ونص البيان الوزاري لعام 1977 على أن "الوظيفة الرئيسية" لجهاز الاستخبارات الأمنية الأسترالي هي "الحصول، بالوسائل والشروط التي تحددها الحكومة، على معلومات استخباراتية أجنبية لغرض حماية أو تعزيز أستراليا أو مصالحها".
في 21 أغسطس 1974، أنشأ رئيس الوزراء غوف ويتلام اللجنة الملكية للاستخبارات والأمن (وهي أول لجنة ملكية في عهد هوب، 1974-1977) للتحقيق في أنشطة أجهزة الاستخبارات في البلاد. وفي 25 أكتوبر 1977، أعلن رئيس الوزراء مالكولم فريزر علنًا عن وجود جهاز الاستخبارات والأمن الأسترالي (ASIS) ووظائفه بناءً على توصية من اللجنة.
في عام 1992، أُعدَّ تقريران عن جهاز الاستخبارات والأمن الأسترالي من قِبَل مسؤولين في مكتب رئاسة الوزراء ومجلس الوزراء ومكتب التقييمات الوطنية للجنة الأمن القومي ولجنة الأمن القومي . تناول تقرير ريتشاردسون، الصادر في يونيو، أدوار وعلاقات وكالات جمع المعلومات (ASIO وASIS وDSD) في فترة ما بعد الحرب الباردة. أما تقرير هولواي، الصادر في ديسمبر، فقد بحث أوجه القصور في جمع المعلومات الاستخباراتية الأجنبية في أستراليا. وأيد كلا التقريرين هيكل وأدوار هذه المنظمات، وأشاد بأداء جهاز الاستخبارات والأمن الأسترالي.
حوّل قانون أجهزة الاستخبارات لعام 2001 (ISA) وكالة الاستخبارات الأسترالية إلى هيئة قانونية. وحدد القانون مهامها وحدودها. وحظر استخدام الأسلحة من قِبلها (باستثناء الدفاع عن النفس). كما قيّد القيام بعمليات عنيفة أو شبه عسكرية. وخوّل القانون الوزير المسؤول إصدار توجيهات للوكالة، واشترط الحصول على تصريح وزاري لأنشطة جمع المعلومات الاستخباراتية التي تشمل الأستراليين، ولكنه حدّ من الظروف التي يُمكن فيها القيام بذلك. ويُلزم القانون الوزير المسؤول بوضع قواعد تُنظّم تبادل المعلومات الاستخباراتية المتعلقة بالأشخاص الأستراليين والاحتفاظ بها، وينص على إنشاء لجنة رقابة برلمانية، كانت تُسمى آنذاك اللجنة البرلمانية المشتركة المعنية بوكالة الاستخبارات الأسترالية ووكالة الاستخبارات الأسترالية ووزارة الأمن الداخلي.
أزال قانون تعديل أجهزة الاستخبارات لعام 2004  حظر قانون الأمن القومي على قيام عملاء جهاز الاستخبارات العسكرية بحمل الأسلحة النارية (ولكن فقط للحماية) ويسمح لجهاز الاستخبارات العسكرية بالعمل مع وكالات الاستخبارات الأجنبية مثل وكالة المخابرات المركزية أو جهازالاستخبارات البريطانية (MI6) في التخطيط للعمليات شبه العسكرية والعنيفة بشرط عدم مشاركة جهاز الاستخبارات العسكرية في تنفيذ العمليات.